# Rio Tirón
O rio Tirón é um curso de água situado no centro-norte da Espanha, sendo um afluente do rio Ebro. Tem 65 km de comprimento.
Nasce em Fresneda de la Sierra Tirón, em um lugar chamado Pozo Negro, na Sierra de la Demanda (província de Burgos, Castela e Leão) a 2.216 metros de altitude.
Flui por terras burgalesas ao longo de 30 km, atravessando Fresneda de la Sierra Tirón, Villagalijo, Belorado, Fresno de Río Tirón, Cerezo de Tío Tirón, depois entra em La Rioja passando pelos municípios de Tromantos, Leiva, Ochánduri, Cuzcurrita de Río Tirón, Tirgo, Cihuri, Anguciana e Haro.
O rio conflui com o Ebro na Boca del Ebro.